# ARA Garibaldi
«Гарібальді» (ісп. ARA Garibaldi) — броненосний крейсер типу «Джузеппе Гарібальді» Військово-морських сил Аргентини кінця XIX — першої третини XX століття.

## Історія створення
Наприкінці XIX століття Італія розпочала розробку броненосних крейсерів типу типу «Джузеппе Гарібальді» для протидії флоту імовірного супротивника — Франції.
У рамках цієї програми у 1893 році на верфі «Ansaldo» був закладений крейсер, який отримав назву «Джузеппе Гарібальді» (італ. Giuseppe Garibaldi).
У цей час стосунки між Аргентиною ти Чилі загострились через територіальні суперечки щодо Патагонії. Флот Аргентини значно поступався флоту Чилі, і щоб компенсувати це відставання, було вирішено закупити декілька крейсерів в Італії. Одним з таких кораблів став «Джузеппе Гарібальді». Він був перейменований на «Гарібальді» (оскільки Джузеппе Гарібальді був національним героєм не тільки Італії, а й національно-визвольної боротьби у ряді країн Південної Америки).
Корабель був спущений на воду 26 червня 1895 року, будівництво було завершене 12 жовтня 1896 року. Корабель прибув до Аргентини 10 грудня того ж року і тоді ж був включений до складу флоту.

## Особливості конструкції
Для бронювання крейсера використовувалась броня Гарві. У силовій установці використовувались застарілі вогнетурбні циліндричні котли, оскільки аргентинські машинні команди не мали досвіду експлуатації нових типів котлів.
На випробуваннях корабель розвинув швидкість 19,8 — 20,1 вузлів при потужності силової установки 13 200 — 13 880 к.с.
Артилерія головного калібру складалась з двох одиночних 254-мм гармат «254/40», універсальна 152-мм артилерія розміщувалась в казематах, а 120-мм в щитових установках на верхній палубі.

## Історія служби
У 1900 році крейсер «Гарібальді» був модернізований. У 1903 році, після завершення кризи у стосунках з Чилі — роззброєний. У 1908 році крейсер знову був озброєний і використовувався для підготовки артилеристів та механіків.
У 1930 році крейсер був перетворений на навчальний корабель, у 1931 році — роззброєний.
З 1932 року з корабля зняли певну кількість запасних частин для однотипних кораблів, які ще перебували у строю. 20 березня 1934 року корабель був виключений зі складу флоту. У листопаді 1935 року він був проданий на брухт і протягом 1936—1937 років розібраний у Швеції.